# Gian Maria Visconti

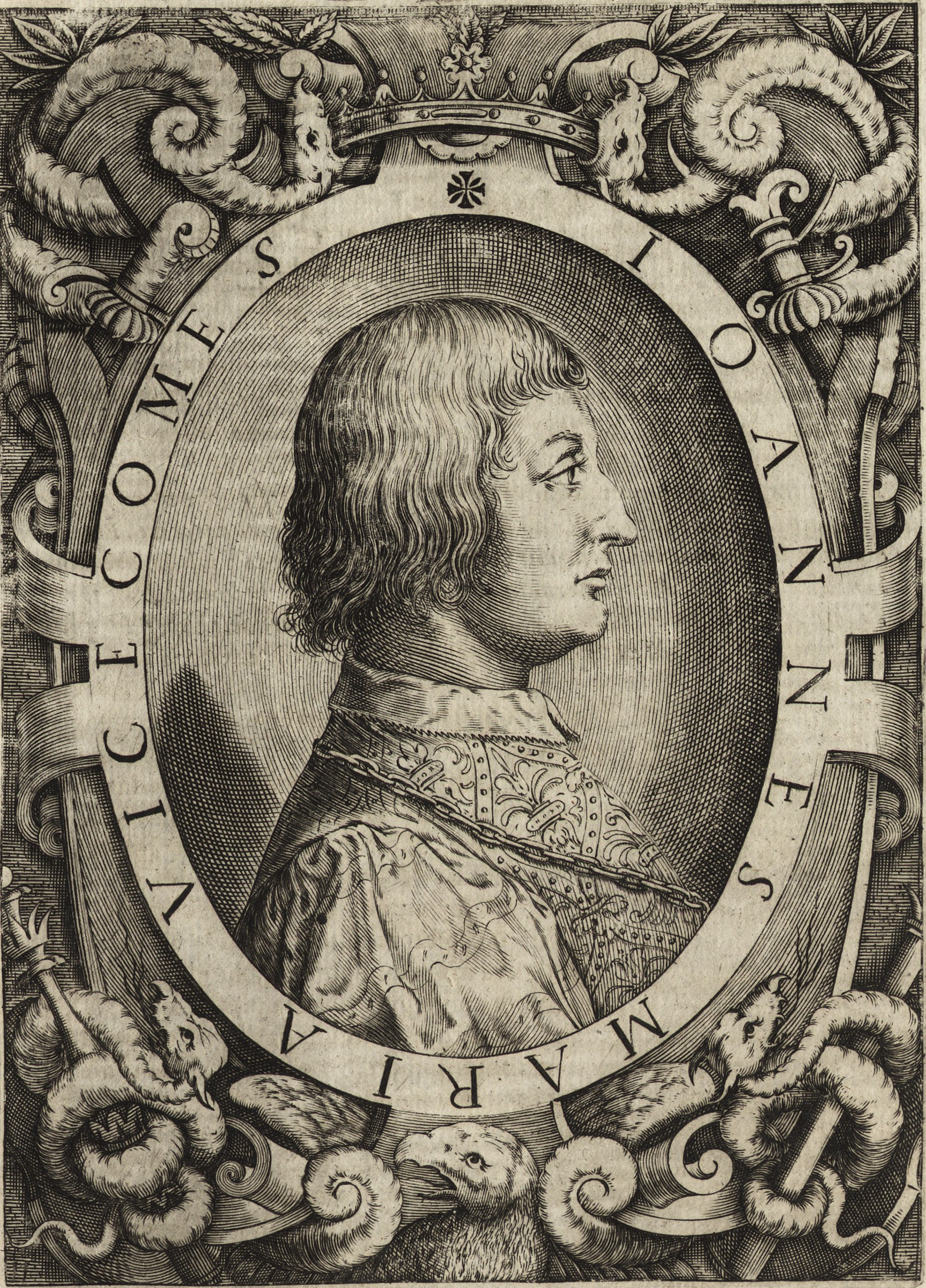
17e-eeuwse voorstelling van Gian Maria Visconti (1645)

Gian Maria of Giovanni Maria Visconti (7 september 1388 - 16 mei 1412) was de tweede hertog van Milaan en zoon van Gian Galeazzo Visconti en Caterina Visconti.

## Levensloop
Hij erfde de titel van hertog toen hij dertien was, onder regentschap van zijn moeder Caterina, gesteund door Francesco Barbavara. Zij sympathiseerden allebei met de partij van de Welfen, terwijl de Visconti's hoofdzakelijk de zijde van de Ghibellijnen hadden gekozen.
De leidende kringen binnen het hertogdom protesteerden spoedig tegen het regentschap van Caterina. Van alle kanten kwamen ballingen terug naar hun geboortestad. Zes nieuwe prinsdommen werden binnen Lombardije gesticht. In Milaan zelf ontbrandde de strijd om het regentschap tussen Welfen en Ghibellijnen. Caterina Visconti vluchtte naar Monza. Ze werd in augustus 1404 gearresteerd en opgesloten in het kasteel van Monza, waar ze twee maanden overleed, mogelijk door vergiftiging.
Gian was vijftien en vertrouwde voor het bestuur van het hertogdom op medewerkers, zoals Carlo Malatesta, maarschalk Boucicaut en vooral Facino Cane. Ze hadden afwisselend zijn vertrouwen, naarmate de partij van de Welfen of die van de Ghibellijnen de bovenhand kreeg onder de Milanezen.
Terwijl zijn generaals Lombardije onderwierpen, verbleef Gian Maria in Milaan, waar hij zich vooral interesseerde voor het folteren van echte of vermeende tegenstanders. Hij ontwikkelde sadistische trekken. Zijn lievelingsbezigheid bestond erin de jacht te openen op ter dood veroordeelden en ze over te geven aan zijn honden, die afgericht waren op het eten van mensenvlees. Dit wrede optreden moest wel aanleiding geven tot complotten.
In 1408 trouwde Gian Maria met Antonia Malatesta, dochter van Carlo I, heer van Rimini.
Toen Facino Cane op 16 mei 1412 op zijn doodsbed lag in Pavia, vermoordde een groep Milanese rebellen Gian Maria voor de kerk San Gottardo in Corte in Milaan. Naar verluidt liet de stervende Facino zijn medestanders zweren Filippo Maria, Gian Maria's broer, te steunen. Filippo Maria volgde inderdaad, maar niet zonder tegenstand, Gian Maria op als hertog van Milaan.

## Kwartierstaat (voorouders)
| Aymon van Savoye (1291-1343) | Aymon van Savoye (1291-1343) | Aymon van Savoye (1291-1343) | Aymon van Savoye (1291-1343) | Aymon van Savoye (1291-1343)   | Aymon van Savoye (1291-1343)   |                                |                                | Jolanda van Montferrat (1291-1343) | Jolanda van Montferrat (1291-1343) | Jolanda van Montferrat (1291-1343) | Jolanda van Montferrat (1291-1343) | Jolanda van Montferrat (1291-1343) | Jolanda van Montferrat (1291-1343) |                                    |                                    | Stefano Visconti (1287-1327)     | Stefano Visconti (1287-1327)     | Stefano Visconti (1287-1327)     | Stefano Visconti (1287-1327)     | Stefano Visconti (1287-1327)     | Stefano Visconti (1287-1327)     |  |  | Valentina Doria (ca. 1290-1359)       | Valentina Doria (ca. 1290-1359)       | Valentina Doria (ca. 1290-1359)       | Valentina Doria (ca. 1290-1359)       | Valentina Doria (ca. 1290-1359)       | Valentina Doria (ca. 1290-1359)       |                                    |                                    | Mastino II, heer van Verona en Vicenza (1308-1351) | Mastino II, heer van Verona en Vicenza (1308-1351) | Mastino II, heer van Verona en Vicenza (1308-1351) | Mastino II, heer van Verona en Vicenza (1308-1351) | Mastino II, heer van Verona en Vicenza (1308-1351) | Mastino II, heer van Verona en Vicenza (1308-1351) |                                          |                                          | Taddea da Carrara (overleden in 1375)    | Taddea da Carrara (overleden in 1375)    | Taddea da Carrara (overleden in 1375) | Taddea da Carrara (overleden in 1375) | Taddea da Carrara (overleden in 1375) | Taddea da Carrara (overleden in 1375) |
| Aymon van Savoye (1291-1343) | Aymon van Savoye (1291-1343) | Aymon van Savoye (1291-1343) | Aymon van Savoye (1291-1343) | Aymon van Savoye (1291-1343)   | Aymon van Savoye (1291-1343)   |                                |                                | Jolanda van Montferrat (1291-1343) | Jolanda van Montferrat (1291-1343) | Jolanda van Montferrat (1291-1343) | Jolanda van Montferrat (1291-1343) | Jolanda van Montferrat (1291-1343) | Jolanda van Montferrat (1291-1343) |                                    |                                    | Stefano Visconti (1287-1327)     | Stefano Visconti (1287-1327)     | Stefano Visconti (1287-1327)     | Stefano Visconti (1287-1327)     | Stefano Visconti (1287-1327)     | Stefano Visconti (1287-1327)     |  |  | Valentina Doria (ca. 1290-1359)       | Valentina Doria (ca. 1290-1359)       | Valentina Doria (ca. 1290-1359)       | Valentina Doria (ca. 1290-1359)       | Valentina Doria (ca. 1290-1359)       | Valentina Doria (ca. 1290-1359)       |                                    |                                    | Mastino II, heer van Verona en Vicenza (1308-1351) | Mastino II, heer van Verona en Vicenza (1308-1351) | Mastino II, heer van Verona en Vicenza (1308-1351) | Mastino II, heer van Verona en Vicenza (1308-1351) | Mastino II, heer van Verona en Vicenza (1308-1351) | Mastino II, heer van Verona en Vicenza (1308-1351) |                                          |                                          | Taddea da Carrara (overleden in 1375)    | Taddea da Carrara (overleden in 1375)    | Taddea da Carrara (overleden in 1375) | Taddea da Carrara (overleden in 1375) | Taddea da Carrara (overleden in 1375) | Taddea da Carrara (overleden in 1375) |
|                              |                              |                              |                              |                                |                                |                                |                                |                                    |                                    |                                    |                                    |                                    |                                    |                                    |                                    |                                  |                                  |                                  |                                  |                                  |                                  |  |  |                                       |                                       |                                       |                                       |                                       |                                       |                                    |                                    |                                                    |                                                    |                                                    |                                                    |                                                    |                                                    |                                          |                                          |                                          |                                          |                                       |                                       |                                       |                                       |
|                              |                              |                              |                              |                                |                                |                                |                                |                                    |                                    |                                    |                                    |                                    |                                    |                                    |                                    |                                  |                                  |                                  |                                  |                                  |                                  |  |  |                                       |                                       |                                       |                                       |                                       |                                       |                                    |                                    |                                                    |                                                    |                                                    |                                                    |                                                    |                                                    |                                          |                                          |                                          |                                          |                                       |                                       |                                       |                                       |
|                              |                              |                              |                              | Blanche van Savoie (1336-1387) | Blanche van Savoie (1336-1387) | Blanche van Savoie (1336-1387) | Blanche van Savoie (1336-1387) | Blanche van Savoie (1336-1387)     | Blanche van Savoie (1336-1387)     |                                    |                                    |                                    |                                    |                                    |                                    | Galeazzo II Visconti (1320-1378) | Galeazzo II Visconti (1320-1378) | Galeazzo II Visconti (1320-1378) | Galeazzo II Visconti (1320-1378) | Galeazzo II Visconti (1320-1378) | Galeazzo II Visconti (1320-1378) |  |  | Bernabò Visconti (ca. 1319/1322-1385) | Bernabò Visconti (ca. 1319/1322-1385) | Bernabò Visconti (ca. 1319/1322-1385) | Bernabò Visconti (ca. 1319/1322-1385) | Bernabò Visconti (ca. 1319/1322-1385) | Bernabò Visconti (ca. 1319/1322-1385) |                                    |                                    |                                                    |                                                    |                                                    |                                                    | Beatrice della Scala (overleden in 1384)           | Beatrice della Scala (overleden in 1384)           | Beatrice della Scala (overleden in 1384) | Beatrice della Scala (overleden in 1384) | Beatrice della Scala (overleden in 1384) | Beatrice della Scala (overleden in 1384) |                                       |                                       |                                       |                                       |
|                              |                              |                              |                              | Blanche van Savoie (1336-1387) | Blanche van Savoie (1336-1387) | Blanche van Savoie (1336-1387) | Blanche van Savoie (1336-1387) | Blanche van Savoie (1336-1387)     | Blanche van Savoie (1336-1387)     |                                    |                                    |                                    |                                    |                                    |                                    | Galeazzo II Visconti (1320-1378) | Galeazzo II Visconti (1320-1378) | Galeazzo II Visconti (1320-1378) | Galeazzo II Visconti (1320-1378) | Galeazzo II Visconti (1320-1378) | Galeazzo II Visconti (1320-1378) |  |  | Bernabò Visconti (ca. 1319/1322-1385) | Bernabò Visconti (ca. 1319/1322-1385) | Bernabò Visconti (ca. 1319/1322-1385) | Bernabò Visconti (ca. 1319/1322-1385) | Bernabò Visconti (ca. 1319/1322-1385) | Bernabò Visconti (ca. 1319/1322-1385) |                                    |                                    |                                                    |                                                    |                                                    |                                                    | Beatrice della Scala (overleden in 1384)           | Beatrice della Scala (overleden in 1384)           | Beatrice della Scala (overleden in 1384) | Beatrice della Scala (overleden in 1384) | Beatrice della Scala (overleden in 1384) | Beatrice della Scala (overleden in 1384) |                                       |                                       |                                       |                                       |
|                              |                              |                              |                              |                                |                                |                                |                                |                                    |                                    | Gian Galeazzo Visconti (1347-1402) | Gian Galeazzo Visconti (1347-1402) | Gian Galeazzo Visconti (1347-1402) | Gian Galeazzo Visconti (1347-1402) | Gian Galeazzo Visconti (1347-1402) | Gian Galeazzo Visconti (1347-1402) |                                  |                                  |                                  |                                  |                                  |                                  |  |  |                                       |                                       |                                       |                                       |                                       |                                       | Caterina Visconti (1362-1404)      | Caterina Visconti (1362-1404)      | Caterina Visconti (1362-1404)                      | Caterina Visconti (1362-1404)                      | Caterina Visconti (1362-1404)                      | Caterina Visconti (1362-1404)                      |                                                    |                                                    |                                          |                                          |                                          |                                          |                                       |                                       |                                       |                                       |
|                              |                              |                              |                              |                                |                                |                                |                                |                                    |                                    | Gian Galeazzo Visconti (1347-1402) | Gian Galeazzo Visconti (1347-1402) | Gian Galeazzo Visconti (1347-1402) | Gian Galeazzo Visconti (1347-1402) | Gian Galeazzo Visconti (1347-1402) | Gian Galeazzo Visconti (1347-1402) |                                  |                                  |                                  |                                  |                                  |                                  |  |  |                                       |                                       |                                       |                                       |                                       |                                       | Caterina Visconti (1362-1404)      | Caterina Visconti (1362-1404)      | Caterina Visconti (1362-1404)                      | Caterina Visconti (1362-1404)                      | Caterina Visconti (1362-1404)                      | Caterina Visconti (1362-1404)                      |                                                    |                                                    |                                          |                                          |                                          |                                          |                                       |                                       |                                       |                                       |
|                              |                              |                              |                              |                                |                                |                                |                                |                                    |                                    |                                    |                                    |                                    |                                    |                                    |                                    |                                  |                                  |                                  |                                  |                                  |                                  |  |  |                                       |                                       |                                       |                                       |                                       |                                       |                                    |                                    |                                                    |                                                    |                                                    |                                                    |                                                    |                                                    |                                          |                                          |                                          |                                          |                                       |                                       |                                       |                                       |
|                              |                              |                              |                              |                                |                                |                                |                                |                                    |                                    |                                    |                                    |                                    |                                    |                                    |                                    |                                  |                                  |                                  |                                  |                                  |                                  |  |  |                                       |                                       |                                       |                                       |                                       |                                       |                                    |                                    |                                                    |                                                    |                                                    |                                                    |                                                    |                                                    |                                          |                                          |                                          |                                          |                                       |                                       |                                       |                                       |
|                              |                              |                              |                              |                                |                                |                                |                                |                                    |                                    |                                    |                                    |                                    |                                    | Gian Maria Visconti (1388-1412)    | Gian Maria Visconti (1388-1412)    | Gian Maria Visconti (1388-1412)  | Gian Maria Visconti (1388-1412)  | Gian Maria Visconti (1388-1412)  | Gian Maria Visconti (1388-1412)  |                                  |                                  |  |  |                                       |                                       | Filippo Maria Visconti (1392-1447)    | Filippo Maria Visconti (1392-1447)    | Filippo Maria Visconti (1392-1447)    | Filippo Maria Visconti (1392-1447)    | Filippo Maria Visconti (1392-1447) | Filippo Maria Visconti (1392-1447) |                                                    |                                                    |                                                    |                                                    |                                                    |                                                    |                                          |                                          |                                          |                                          |                                       |                                       |                                       |                                       |